# 2014년 6월 죽음
다음은 2014년 6월에 사망한 저명한 인물 목록이다.
- 6월 2일 - 미국의 신학자 존 데일리
- 6월 8일 - 일본의 황족 가쓰라노미야 요시히토 친왕
- 6월 9일
  - 대한민국의 권투선수 이안사노
  - 대한민국의 화가 김흥수
  - 영국의 영화배우 릭 메이올
- 6월 11일 - 미국의 영화배우 루비 디
- 6월 15일 - 미국의 성우 케이시 케이젬
- 6월 16일 - 미국의 야구인 토니 그윈
- 6월 18일
  - 미국의 음악가 호러스 실버
  - 미국의 화학자 스테퍼니 퀄렉
- 6월 19일
  - 미국의 음악가 제리 고핀
  - 코트디부아르의 축구인 이브라힘 투레
- 6월 21일 - 아일랜드의 운동가 게리 콘론
- 6월 24일
  - 미국의 영화배우 일라이 월릭
  - 베네수엘라의 정치인 라몬 호세 벨라스케스
- 6월 30일 - 미국의 영화감독 폴 마저스키